# Östen Warnerbring
Östen Warnerbring (* 22. November 1934 in Malmö; † 18. Januar 2006 in San Agustín, Gran Canaria, Kanarische Inseln, Spanien) war ein schwedischer Sänger und Komponist.

## Hintergrund
Er gewann im Jahr 1967 das Melodifestivalen mit dem Song Som en dröm (zu dt.: Wie ein Traum) und durfte so sein Land beim Eurovision Song Contest 1967 in Wien vertreten. Er erreichte einen 8. Platz bei 17 Teilnehmern.